# Knez (cantante)
Knez, pseudonimo di Nenad Knežević (in serbo: Ненад Кнежевић; Cettigne, 5 dicembre 1967), è un cantante montenegrino.
La sua produzione musicale è interamente in madrelingua.

## Biografia
A sei anni di età, Knez ha cantato Lav jedan Bio jednom al NASA Radost Festival di Titograd (oggi Podgorica), città dove ha poi compiuto i suoi studi. Dopo il liceo, ha fatto parte del gruppo Milan i Luna, scrivendo canzoni come Da l 'si Ikada mene voljela e Kao magija che più tardi sarebbero diventati i suoi più grandi successi da solista. In seguito ha fondato  un altro gruppo, The Band Luna.
Nel 1992, ha iniziato la sua carriera da solista ed è apparso al Festival Pop di Belgrado, Mesam, con la canzone Da l 'si Ikada mene voljela. In quello stesso anno, Knez ha registrato il suo primo album, Kao magija, con l'aiuto dei componenti del suo ex gruppo, e da allora ne sono seguiti diversi altri, più tre compilation con il meglio della sua produzione.
Ha rappresentato il suo Paese all'Eurovision Song Contest 2015 con la canzone Adio, qualificandosi anche per la finale e portando a casa il miglior risultato del Montenegro (tredicesimo posto, con 44 punti).

## Discografia

### Album
- Kao magija (1994)
- Iz dana u dan (1996)
- Automatic (1997)
- Daleko, visoko (2001)
- Ti me znaš (2003)
- Vanilla (2005)
- Otrov i med (2008)
- Opa Cupa(2012)

### Compilations
- The Best of Knez (1999)
- Balade (2006)
- Opa Cupa (2012)